# 에스타디오 마리오 알베르토 켐페스
에스타디오 마리오 알베르토 켐페스(Estadio Mario Alberto Kempes)은 아르헨티나 코르도바 주 샤토 카레라스에 있는 종합 경기시설이다. 코르도바 시에선 10km 정도 떨어져 있다. 보통 에스타디오 코르도바(스페인어: Estadio Córdoba)나 에스타디오 (올림피코) 샤토 카레라스(Estadio (Olímpico) Chateau Carreras)라고 부른다.
경기장은 1978년 FIFA 월드컵을 위해 1976년 지어졌다. 다른 아르헨티나의 경기장들처럼 경기장 전체에 좌석이 설치되어 있는 것은 아니지만, 공식적인 수용인원은 46,083명이다. 이 스타디움은 1978년 FIFA 월드컵당시 맹활약으로 아르헨티나 축구 국가대표팀이 이 월드컵에서 우승하게 한 일등공신인 마리오 켐페스의 이름을 기념하기 위해 지금의 이름으로 개명되었다.
코르도바를 연고로 하는 세 축구팀, 타예레스, 인스티투토 아틀레티코 센트랄 코르도바, 벨그라노는 별도로 클럽의 경기장을 갖고 있지만 많은 관중이 예상되는 빅 매치의 경우 이 경기장을 사용한다.
이 곳은 1978년 FIFA 월드컵 이외에도 1987년 코파 아메리카, 2001년 FIFA U-20 월드컵의 경기장으로 사용되었고, 2021년 코파 아메리카의 경기장으로 사용될 예정이다.

## 기록

### 1978년 FIFA 월드컵

#### 1라운드
| 날짜            | 팀 1       | 스코어 | 팀 2       | 라운드 |
| --------------- | ---------- | ------ | ---------- | ------ |
| 1978년 6월 3일  | 페루       | 3 - 1  | 스코틀랜드 | 4조    |
| 1978년 6월 6일  | 서독       | 6 - 0  | 멕시코     | 2조    |
| 1978년 6월 7일  | 스코틀랜드 | 1 - 1  | 이란       | 4조    |
| 1978년 6월 10일 | 서독       | 0 - 0  | 튀니지     | 2조    |
| 1978년 6월 11일 | 페루       | 4 - 1  | 이란       | 4조    |

#### 2라운드
| 날짜            | 팀 1       | 스코어 | 팀 2       | 라운드 |
| --------------- | ---------- | ------ | ---------- | ------ |
| 1978년 6월 14일 | 네덜란드   | 5 - 1  | 오스트리아 | A조    |
| 1978년 6월 18일 | 서독       | 2 - 2  | 네덜란드   | A조    |
| 1978년 6월 21일 | 오스트리아 | 3 - 2  | 서독       | A조    |